# 슈퍼 트루퍼스
《슈퍼 트루퍼스》(영어: Super Troopers) 혹은 와일드 패트롤은 미국에서 제작된 2001년 코미디 영화이다. 제이 챈드러세이카, 케빈 헤퍼넌, 스티브 레미, 폴 소터, 에릭 스톨핸즈키가 속한 코미디 그룹 브로큰 리저드(Broken Lizard)가 각본을 쓰고, 챈드러세이카가 연출하였다. 이들과 함께 머리사 코플런, 대니얼 본바건, 브라이언 콕스 등이 출연하였으며, 리처드 퍼렐로가 제작하였다.
서치라이트 픽처스가 325만 달러에 영화 배포권을 사들였으며, 박스 오피스에서 2,320만 달러 흥행 수익을 달성하였다.
2001년 사우스 바이 사우스웨스트 영화제에서 관객상을 수상하였다.
속편 《슈퍼 트루퍼스 2》(2018)로 이어진다.

## 줄거리
존 오헤이건 경감이 이끄는 버몬트 주경찰서는 낮은 성과로 존폐 위기에 놓인다.
어느 날 주경찰관들은 고속 도로에 버려진 위네바고 RV 캠핑카를 조사하러 출동한다. 하지만 현장에는 가상 마을 스퍼버리 경찰서장 브루스 그레이디가 먼저 와있다.
브루스는 버몬트 주경찰서가 문을 닫아 스퍼버리 경찰서가 더 많은 예산을 확보하길 바라고 있다. 원숭이 문신을 한 여성 시체 한 구가 위네바고 안에서 발견된 후 서로를 향한 반감이 고조된 두 경찰서는 패싸움을 벌인다.
곧 일상적인 차량 검문에서 똑같은 원숭이 스티커가 붙은 대마 뭉치가 대량으로 발견되는데...

## 출연
버몬트 주경찰소
- 제이 챈드러세이카 - 아콧 "소니" 래머손 경위 역
- 폴 소터 - 칼 포스터 주경찰관 역
- 스티브 레미 - 매킨타이어 "맥" 워맥 주경찰관 역
- 에릭 스톨핸즈키 - 로비 "래빗" 로토 주경찰관 역
- 케빈 헤퍼넌 - 로드니 "로드" 파바 주경찰관 역
- 브라이언 콕스 - 존 오헤이건 경감 역

스퍼버리 경찰서
- 대니얼 본바건 - 브루스 그레이디 서장 역
- 머리사 코플런 - 어설라 핸슨 순경, 배치 담당 역

그 외
- 제프리 애런드 - 대학생 3 역
- 짐 개피건 - 래리 존슨, 과속한 운전자 역
- 블랜처드 라이언 - 커시노 러팬태스틱 샐리 역
- 린다 카터 - 버몬트 주지사 제스먼 역
- 존 베드퍼드 로이드 - "매드 빌" 팀버, 스퍼버리 시장 역

## 기타 제작진
- 라인 제작: 애니 플로코, 조너선 슈메이커, 데릭 청(쩡)
- 협력 제작: 로버트 버로치, 에이미 민다 코언, 애덤 메이저
- 배역: 제니퍼 맥너마라
- 의상: 멀리사 브루닝
- 조감독: 앤서니 캐러글, 키란 곤살베스